# 沈尧伊
沈尧伊（1943年—），祖籍浙江镇海，生于上海，中華人民共和國畫家，中国美术家协会连环画艺术委员会主任、中国美术家协会理事，北京美术家协会理事，中国出版工作者协会连环画艺委会委员。第四、六届中华全国文学艺术工作者代表大会代表。沈尧伊毕业于中央美术学院版画系，后任教于天津美术学院、中国戏曲学院舞美系、中国人民大学徐悲鸿艺术学院。其創作的作品有《地球的红飘带》（926幅連環畫）、《鲁迅与青年》、《周总理与大庆人》、《遵義會議》。